# Superusuari
En molts sistemes operatius, el superusuari, o root, és un compte especial d'usuari que s'utilitza per a l'administració del sistema.
Molts dels sistemes operatius més antics en equips destinats a l'ús personal i domèstic, incloent MS-DOS i Windows 9x, no tenen el concepte de diversos comptes; així, no tenen un compte administratiu separat: qualsevol persona que utilitzi el sistema hi té total accés. La separació de privilegis d'administració de privilegis d'usuari normal va fer un sistema operatiu més resistents als virus i altres malwares, i la manca d'aquesta separació en aquests sistemes operatius s'ha esmentat com una important font de la seva inseguretat. No obstant això, requerir que un usuari va validar el seu estat de root per fer tasques administratives simples pot ser inconvenient, perquè l'administrador està obligat a introduir diverses vegades les seves credencials d'accés.